# شهرستان زیگا
زیگا شهری در شهرستان سانابا در استان بانوا در بورکینافاسوی غربی است و جمعیت آن ۶،۶۵۳ نفر است.